# Statul Sokoto
Sokoto este un stat  în Nigeria. Reședința sa este orașul Sokoto.